# Predescobriment
En astronomia, un predescobriment (en anglès, precovery) és un terme que descriu el procés pel qual s'identifica un objecte conegut en imatges d'arxiu o plaques fotogràfiques per calcular una òrbita en forma més precisa. El nom prové de fer noves observacions d'objectes observats prèviament després d'un període sense observacions. Això ocorre amb freqüència amb els planetes menors, però a vegades també es troben cometes, planetes nans o un satèl·lit natural en imatges d'arxiu; fins i tot es van obtenir observacions precovery d'exoplanetes.
Per calcular l'òrbita d'un objecte astronòmic s'ha de mesurar la seva posició en múltiples ocasions. Com més separades en el temps siguin les mesures, major precisió tindrà l'òrbita calculada. No obstant això, per a un objecte recentment descobert, solament es pot disposar dels valors de la posició d'uns pocs dies o setmanes, la qual cosa és suficient per a un càlcul preliminar (imprecís) de l'òrbita.
Quan un objecte és d'interès particular (com asteroides que podrien impactar la Terra), els investigadors comencen una cerca d'imatges precovery. Usant el càlcul de l'òrbita preliminar per predir on l'objecte pot aparèixer en antigues imatges d'arxiu (de vegades de dècades enrere), es busquen les imatges per veure si en realitat ja havia estat fotografiades. Si és així, es pot realitzar un càlcul orbital molt més precís.
Fins que van estar disponibles els ordinadors ràpids, era poc pràctic analitzar i mesurar les imatges per descobrir possibles planetes menors perquè això implicava una considerable quantitat de mà d'obra. En general, aquest tipus d'imatges es van fer anys o dècades abans per a altres finalitats (estudis de galàxies, etc.), i no valia la pena invertir temps a buscar imatges precovery d'asteroides ordinaris. Avui dia, els ordinadors poden analitzar fàcilment les imatges digitals astronòmiques i comparar-les amb els catàlegs d'estels que contenen mil milions o més posicions d'estels per veure si alguna d'elles és en realitat una imatge precovery de l'objecte recentment descobert. Aquesta tècnica s'ha utilitzat des de la dècada de 1990 per determinar les òrbites d'un enorme nombre de planetes menors.

## Exemples
En un cas extrem de precovery, el 31 de desembre de 2000, es va descobrir un objecte designat com 2000 YK66, i es va calcular una òrbita propera a la Terra. Precovery va revelar que havia estat prèviament descobert el 23 de febrer de 1950, se li havia donat la designació provisional 1950 DA, i després es va perdre durant mig segle. El període d'observació excepcionalment llarg permet un càlcul de l'òrbita inusualment precís, i l'asteroide tenia una petita possibilitat de xocar amb la Terra. Després que l'òrbita d'un asteroide es calcula amb precisió suficient, es pot assignar un nombre (en aquest cas, (29075) 1950 DA).
L'asteroide (69230) Hermes va ser oposat i numerat en el 2003, però va resultar ser un descobriment de 1937 que tenia nom però no nombre i que s'havia perdut posteriorment. Per tant, se li va deixar el seu antic nom «Hermes». El centaure (2060) Quiró va ser descobert en 1977, i va ser localitzat en imatges precovery de 1895.
Un altre cas extrem es tracta de Neptú. Galileu va observar Neptú el 28 de desembre de 1612 i el 27 de gener de 1613, quan es trobava en una part de la seva òrbita on estava gairebé directament darrere de Júpiter, vist des de la Terra. A causa que Neptú es mou molt lentament i és molt feble amb relació a altres planetes coneguts de l'època, Galileu va confondre a Neptú amb un estel fix, deixant-lo sense ser descobert fins a 1846. Va fer notar que l'«estel» Neptú semblava moure's, observant que entre les seves dues observacions la seva distància aparent a un altre estel havia canviat. No obstant això, a diferència de les imatges fotogràfiques, els dibuixos de Galileu no són suficientment precisos per ser utilitzats en el refinament de l'òrbita d'un objecte. En 1795, Lalande també va confondre a Neptú amb un estel. En 1690, John Flamsteed va fer el mateix amb Urà, fins i tot catalogant-ho com "34 Tauri".

### Planetes nans
Dates de descobriment i predescobriment de planetes nans i candidats:
| Planeta nan (o candidat) | Any Descobriment | Any Precovery |
| ------------------------ | ---------------- | ------------- |
| Ceres                    | 1801             | cap           |
| Plutó                    | 1930             | 1914          |
| Huya                     | 2000             | 1996          |
| Ixion                    | 2001             | 1982          |
| Quaoar                   | 2002             | 1954          |
| Sedna                    | 2003             | 1990          |
| Orc                      | 2004             | 1951          |
| Haumea                   | 2004?            | 1955          |
| Eris                     | 2005             | 1954          |
| Makemake                 | 2005             | 1955          |
| Gonggong                 | 2007             | 1985          |